# Furnerbach
Der Furnerbach ist ein etwa 12 Kilometer langer Bach im Prättigau im Schweizer Kanton Graubünden, der bei Pragg-Jenaz in die Landquart mündet.

## Geographie

### Verlauf
Der Furnerbach entsteht aus mehreren Quellbächen auf etwa 2200 m ü. M. am Fusse des Hochwangs. Der Bach durchfliesst relativ steil zunächst das Grosstobel und anschliessend das Varnezatobel in nord bis nordöstlicher Richtung und später das Furnertobel. Nach etwa 4,5 km fliesst von links der Miesbach auf etwa 1370 m ü. M. zu. Etwa 1 Kilometer später fliesst auf Höhe 1214 m ü. M. der Faniner Bach von rechts zu. Nach etwa 7,5 km fliesst von links der Ronenbach auf 940 m ü. M. zu. Als Nächstes fliesst der Schärmenbach von links auf 871 m ü. M. zu. Der letzte grössere Zufluss, bevor der Bach das Tal der Landquart erreicht, ist der Müleggibach, der auf etwa 760 m ü. M. wiederum von links zufliesst. Kurz darauf fliesst der Bach durch das Dorf Pragg-Jenaz und mündet schliesslich auf 703 m ü. M. von links in die Landquart.

### Einzugsgebiet
Das Einzugsgebiet des Furnerbachs hat eine Grösse von etwa 40 km². Der höchste Punkt im Einzugsgebiet befindet sich am Hochwang auf 2508 m ü. M.
Im vorderen Teil des Furnertobels und oberhalb des Furnerbachs befand sich das Bad Jenaz.